# Robert Smith (hudebník)
Robert James Smith (* 21. dubna 1959, Blackpool) je zpěvák, textař, kytarista a člen kapely The Cure. Je známý svým typickým hlasem a zvláštním vzhledem – rozcuchané vlasy, make-up a rtěnka.

## Život
Narodil se rodičům Alexovi a Ritě Smithovým jako třetí ze čtyř dětí. Pocházel z katolické rodiny a navštěvoval školu v Crawley, kde byl velmi dobrým žákem. Na kytaru začal hrát už v jedenácti letech, když mu bylo čtrnáct potkal Mary Poole – svou budoucí ženu (napsal pro ni např. píseň „Lovesong“). Je autorem většiny písní The Cure, umí hrát na kytaru, basu a klávesy.
Při psaní skladeb byl ovlivněn skupinami jako The Beatles, The Ink Spots nebo také Davidem Bowiem a Jimi Hendrixem. Inspiraci hledá v punku („So What?“), surrealismu („Accuracy“), přímočarém pop-rocku („Boys Don't Cry“) a v poetických náladách („Another Day“), kde se zabývá tajemnem, smutkem a zlomeným srdcem. Ve svých písních (především na albech Pornography, Disintegration a Faith), zpívá o osamění, smutku a bolesti, která ještě víc přidává na pochmurnosti jeho projevu a stává se tak inspirací pro pozdější gothické skupiny, i když sám označení gothic odmítá.
Byl členem skupiny Siouxsie and the Banshees a s jejím členem Stevenem Severinem založil hudební projekt The Glove.